# Mario & Sonic op de Olympische Spelen: Londen 2012
Mario & Sonic op de Olympische Spelen: Londen 2012 is een Mario- en Sonicspel voor de Wii en de Nintendo 3DS uit 2011 (Wii-versie) en 2012 (3DS-versie). Het is het derde spel uit de Mario & Sonic-serie. De voorgangers van het spel waren Mario & Sonic op de Olympische Spelen (2008) en Mario & Sonic op de Olympische Winterspelen (2009). Het spel is volledig gebaseerd op de Olympische Zomerspelen 2012 te Londen.

## Plot
Het spel heeft op de 3DS ook een avontuurmodus met een verhaal. Het heeft de volgende plot:
Bowser en Dr. Eggman werken weer samen aan een nieuw plan: deze keer willen ze de Olympische Zomerspelen van 2012 te Londen verpesten door overal machines neer te zetten die erge mist veroorzaken. Het is aan Mario en Sonic en hun vrienden om Bowser en Eggman tegen te houden.

## Personages
In tegenstelling met het vorige deel zijn er in dit spel geen nieuwe personages bijgekomen. Hieronder een lijst van alle bespeelbare personages in het spel met hun type:
- Mii (Alleen Wii)
- Blaze - Allround type
- Mario - Allround type
- Amy - Allround type
- Bowser Jr. - Allround type
- Luigi - Allround type
- Yoshi - Snel type
- Sonic - Snel type
- Daisy - Snel type
- Shadow - Snel type
- Metal Sonic - Snel type
- Peach - Technisch type
- Dr. Eggman - Technisch type
- Waluigi - Technisch type
- Tails - Technisch type
- Silver - Technish type
- Knuckles - Sterk type
- Bowser - Sterk type
- Vector - Sterk type
- Wario - Sterk type
- Donkey Kong - Sterk type